# Kirche Hl. Vasilije Ostroški (Pribeljci)
Die Kirche Hl. Vasilije Ostroški (serbisch Црква Светог Василија Острошког Crkva Svetog Vasilija Ostroškog) ist eine neu erbaute Serbisch-orthodoxe Kirche im Dorf Pribeljci (Opština Šipovo) in Bosnien und Herzegowina. Die von 2007 bis 2011 erbaute Kirche gehört zur Pfarrei von Babići im Dekanat Šipovo in der Eparchie Bihać-Petrovac der Serbisch-Orthodoxen Kirche. 
Die Kirche ist dem Heiligen Vasilije Ostroški dem Wundertäter geweiht. 

## Lage
Die Kirche steht im Zentrum des um die 600 Einwohner zählenden Dorfes Pribeljci im Nordwesten Bosniens. Die Opština Šipovo liegt in der Republika Srpska, dem überwiegend serbisch bewohnten Landesteil von Bosnien und Herzegowina. Neben der Kirche steht die alte Grundschule des Dorfes. Pribeljci liegt in der geographischen und historischen Region Janj, die ihren Namen vom gleichnamigen Fluss ableitet.

## Geschichte
Die Einwohner von Pribeljci ersuchten den Segen des damaligen Eparchen der Eparchie Hrizostom (Jević) zum Bau der kleinen Kirche. 
Die Kirche sollte dem Heiligen Vasilije Ostroški dem Wundertäter geweiht werden, da die Bewohner des Dorfes seit Jahrzehnten zur Verehrung ins Serbisch-orthodoxe Kloster Ostrog in der Opština Danilovgrad in Montenegro pilgerten, wo die Reliquien des Hl. Vasilije Ostroški ruhen.
Der Eparch bewilligte den Kirchenbau. Am 12. Mai 2007, dem Feiertag des Hl. Vasilije Ostroški, wurden im Namen des Eparchen vom Erzpriester Rade Savić die Fundamente der Kirche gesegnet. Pate der Kirchenfundamente wurde Nedeljko Malinović aus Belgrad, der aus dem Dorf stammt.
Am 12. Mai 2011 wurde die Kirche vom Eparchen Hrizostom feierlich eingeweiht, zur Einweihung kamen hunderte Gläubige. Paten der Kirche wurde das Ehepaar Milan und Cvijana Plavšić aus Šipovo. 
Die Kirche ist ein kleiner Bau mit einem einschiffigen Kirchenschiff. Die Fassade der Kirche ist schlicht in Weiß gehalten. Die Kirche besitzt typisch für orthodoxe Kirchen eine Ikonostase mit Ikonen.